# Mâm xôi ba màu
Mâm xôi ba màu (danh pháp hai phần: Rubus tricolor) hay còn gọi là Mâm xôi tàu là một loại cây bụi thường xanh bò lan, có nguồn gốc ở từ miền tây nam Trung Quốc. Lá có màu xanh đậm ở trên, xanh nhạt ở dưới và thân có lông màu đỏ. Nó có hoa màu trắng vào mùa hè, và quả đỏ ăn được. Cây phát triển cao khoảng 0.3 m (1 ft) và thường hình thành một thảm trải rộng, dày đặc. Trong trồng trọt, cây chủ yếu được sử dụng làm cây bụi che phủ cho đất. Tên thường gặp gồm có bụi cây mâm xôi Trung Quốc, groundcover bramble, creeping bramble, mâm xôi Hàn Quốc, bramble Himalaya, Groundcover Raspberry. Trong tiếng Trung, cây có tên là 三色莓 ("Tam sắc môi", dâu tây ba màu).